# لئو شوکلن
لئو شوکلن (انگلیسی: Léo Schwechlen؛ زادهٔ ۵ ژوئن ۱۹۸۹) بازیکن فوتبال اهل فرانسه است.
از باشگاه‌هایی که در آن بازی کرده‌است می‌توان به باشگاه فوتبال آنورتوسیس فاماگوستا و آ.اس موناکو اشاره کرد.